# Englandssjöarna (Brandstorps socken, Västergötland, 643580-139859)
Englandssjöarna är en sjö i Habo kommun i Västergötland och ingår i Motala ströms huvudavrinningsområde.